# Nils Adolph af Ekenstam
Nils Adolph af Ekenstam, från omkring 1772 Ekenman, ursprungligen Ekman, född 26 maj 1747 på Sålla i Sjögestads socken, Östergötlands län, död där 7 maj 1813, var en svensk sjöofficer.

## Biografi
af Ekenstam blev kadett vid amiralitetet i Karlskrona 1760, avlade officersexamen där 1765 och blev 1766 löjtnant i örlogsflottan 1766. Han transporterades 1767 till galärflottan i Stockholm och företog resor till Kina på Ostindiska kompaniets fartyg. af Ekenstam var lärstyrman på skeppet Finland 1769–1771, fjärde styrman på Finland 1772–1774 och tredje styrman på skeppet Konung Adolph Friedrich 1775–1777. Den första resan genomförde han tillsammans med Carl Gustaf Ekeberg och Jacob Wallenberg. af Ekenstam var anhängare av Gustav III och under Gustav III:s statskupp förde han befälet på två beväpnade slupar med hemlig instruktion utsända på Mälaren. År 1774 blev af Ekenstam kapten vid galärflottan, transporterades till örlogsflottan 1777 och tjänstgjorde som sekond på fregatten Illerim under en konvoj och kryssningsexpedition till spanska farvatten 1782. Under resan förde Ekenstam huvudsakligen befälet då kaptenen var sjuk. Senare samma år deltog han även i en rekognosceringstur mot Norge ombord på linjeskeppet Elisabeth Charlotta.
Efter sin hemkomst kommenderades han till Karlskrona och placerades som sekond under överstelöjtnant Harald af Cristiernin ombord på linjeskeppet Gustaf Adolf han deltog i sjöslaget vid Hogland där han var med om erövrandet Vladislaff, var den förste av de svenska officerarna som steg ombord på fartyget och var den som fick befälet ombord för att föra fartyget till Sveaborg. Efter slaget befordrades han till major och fick befälet ombord på fregatten Fröja. Med denna och fregatten Minerva beordrades han att avsegla till Porkala udd för att skydda skärgården och flottan och arméns proviantering inomskärs. Han lyckades i sitt uppdrag och återvände med skeppet med den övriga örlogsflottan i Karlskrona vid årets slut. Under 1789 blev han i stället chef på linjeskeppet Ömheten och deltog i slaget vid Ölands södra udde. Under 1790 års kampanj deltog han som chef för linjeskeppet Prins Fredrik Adolf, som avseglade med den övriga flottan under hertig Karls befäl och deltog i attacken mot ryska flottan vid Reval, i sjöslaget vid Kronstadt och Viborgska gatloppet där hans fartyg var ett av de sista fartygen att slå sig igenom ryssarnas linjer. Efter slaget befordrades han till överstelöjtnant. Efter kriget återvände han till Karlskrona. Av förmyndarregeringen befordrades af Ekenstam 1793 till överste och fick 1794 befälet på Försigtigheten och deltog med detta i det tillsammans med danskarna organiserade neutralitetsförsvaret. Av hälsoskäl avböjde han dock en utnämning till divisionschef 1795 och 1797 begärde han på grund av dålig hälsa avsked och slog sig ned på familjegården Sålla.  Ekenstam blev 1779 riddare av Svärdsorden. Sedan Karl XIII blivit kung förlänades af Ekenstam 1810 adelskap.
af Ekenstam var son till kommendören Israel Ekman. Han var svärfar till Per Daniel Amadeus Atterbom som varit informator hos honom på Sålla samt far till Israel och Carl af Ekenstam.

### Familj
af Ekenstam gifte sig 14 juni 1780 på Uljeberg med Catharina Margareta Götherhielm (1759–1836), vilken var dotter till överstelöjtnanten Carl Jakob Götherhielm och Hedvig Juliana Queckfeldt. De fick tillsammans barnen Catharina Juliana af Ekenstam (1782–1854) som var gift med brukspatronen Lars Gustaf Lefrén, Israel Carl af Ekenstam (1783–1784), översten Israel af Ekenstam (1784–1856), Augusta Ulrika af Ekenstam (1785–1872) som var gift med Johan Niklas Ekerman, kyrkoherden Fabian Vilhelm af Ekenstam (1786–1868), Margareta Charlotta af Ekenstam (1787–1788), hovjägmästaren Nils Adolf af Ekenstam (1788–1852), Henrietta Charlotta af Ekenstam (1789–1874) som var gift med kaptenen Johan Jakob Busch, Johan Otto af Ekenstam (1791–1862), Ebba Fredrika af Ekenstam (1792–1794), Carolina Eleonora af Ekenstam (1793–1796), hovpredikanten Ture Reinhold af Ekenstam (1795–1848), Eriana Margareta af Ekenstam (1796–1875) som var gift med bruksägaren Jakob Keijser, Carl Teodor af Ekenstam (1798–1879), Aurora Sofia af Ekenstam (1799–1882) som var gift med kyrkoherden Sven Adam Hägerstrand, Ebba Fredrika af Ekenstam (1801–1854) som var gift med litteraturhistorikern och skalden Per Daniel Amadeus Atterbom och bergmästaren Gustaf Fredrik af Ekenstam (1802–1886).